# Melitón Martín Villalta
Melitón Martín Villalta (Zaragoza, España; 1866-Chitré, Panamá; 1939) fue un sacerdote español afincado en Panamá.

## Biografía
Realizó estudios en su país natal y luego estuvo cuatro años en el seminario de La Habana. El obispo de Panamá, don José Alejandro Peralta lo ordenó sacerdote en mayo de 1892, sirviendo dos años en la catedral de esta ciudad.  Luego fue nombrado párroco de la ciudad de Chitré arribando a la ciudad por el Puerto del Agallito, hacia 1894-95.  
Pocos años después, un grupo de chitreanos con la iniciativa del padre Melitón, acordaron formar un comité para la construcción de una iglesia para la ciudad.  Belarmino Urriola y los maestros Telésforo Villarreal y José Collado, miembros de conocidas familias locales, dirigieron el proyecto. El 8 de marzo de 1896 se colocó la primera piedra de la iglesia, pero los trabajos fueron interrumpidos por la guerra civil llamada "Guerra de los Mil Días."  Finalmente "el 24 de junio, día de San Juan, de 1910 el presbítero Melitón Martín le dio su bendición [a la iglesia San Juan Bautista, hoy catedral] en solemne ceremonia."
La calle Melitón Martín es el homenaje que el pueblo chitreano le otorgó a su memoria en reconocimiento a sus servicios en esta ciudad.